# Луиза Мей Олкът
Луиза Мей Олкът (на английски: Louisa May Alcott) е американска писателка, известна с литературния си шедьовър „Малки жени“.

## Живот и творчество
Луиза е 2-та дъщеря в семейството на американските учители Еймъс Бронсън Олкът и Абигейл Мей Олкът. Родена е в Джърмантаун (днес част от Филаделфия), Пенсилвания. Има 3 сестри: по-голямана Ана Олкът Прат и по-малките Елизабет Олкът и Абигейл Мей Олкът.
Баща ѝ основава начално училище, в което прилага нови методи на обучение. Не след дълго опитът за въвеждане на нови методи в обучението претърпява провал и семейството изпада в пълна нищета. През 1834 г. семейството се мести в Бостън, където Еймъс Олкът се присъединява към клуба на трансценденталистите заедно с Ралф Уолдо Емерсън и Хенри Дейвид Торо и основава ново училище, което също не просъществува дълго.
Семейството се мести от град на град, докато през 1843 година се озовава в Конкорд, щата Масачузетс. То е в окаяно финансово състояние. Баща ѝ е напълно отчаян, а майка ѝ е принудена да наеме ферма и със земеделски труд да изхранва децата им.
Ранното обучение на Луиза включва уроци при Торо, но преди всичко се основава на уроците, които ѝ преподава баща ѝ, както и писатели като Емерсън, Натаниел Хоторн и Маргарет Фулър, които са семейни приятели.
На 20 години Луиза Олкът вече е опитала няколко професии – учителка, социална работничка, бродеристка, домашна прислужница. От време на време пише кратки разкази, за които получава добри хонорари. Дори публикува сборник с разкази за деца – „Цветни измислици“ (1854), написани за Елен Емерсън, дъщеря на Ралф Емерсън.
Когато избухва Гражданската война от 1861 г., младата писателка се записва доброволка в корпуса на медицинските сестри, но само след 6 седмици се разболява от коремен тиф, който уврежда здравето ѝ за цял живот. Докато се възстановява от болестта, Луиза написва серия от кратки разкази за войната, които ѝ донасят огромен успех и много пари. Това я окуражава да напише нова книга, този път роман.
Най-голям успех и световно признание Луиза Мей Олкът постига с романа си „Малки жени“, издаден през 1868 година. Написан само за 6 седмици, романът представлява своеобразна интерпретация на детските години на авторката и нейните сестри. Героините Мег, Джоу, Бет и Ейми са ненадминат пример за пътя, който извървява всеки от детството към зрелостта. Огромният успех на романа и възторгът на читателите подтикват Олкът да напише още 3 книги със същите герои: „Добри съпруги“ (1869), „Малки мъже“ (1871) и „Синовете на Джоу“ (1886).
Луиза Мей Олкът никога не се омъжва. Когато през 1879 година по-малката ѝ сестра Мей умира, Луиза поема грижата за 2-годишната ѝ дъщеря Луиза Мей Найрикър (Лулу). През следващите години Луиза става защитничка на правото на жените да гласуват. Тя е и първата жена, регистрирана да гласува в град Конкорд, щ. Масачузетс.
Въпреки влошеното си здраве Олкът пише до края на своя живот. Умира на 6 март 1888 година от инсулт. Два дни преди смъртта ѝ, на 4 март, умира баща ѝ Еймъс Бронсън Олкът на 88 години.

## Избрани произведения
- „Наследството“ (1849, непубликувано до 1997)
- „Цветни измислици“ (1854)
- „Семейството на Роза: Вълшебна приказка“ (1864)
- „Мистериозният ключ и какво отваря“ (1867)
- „Малки жени или Мег, Джоу, Бет и Ейми“ (1868)
- „Добри съпруги“ (1869)
- „Едно старо модерно момиче“ (1870)
- „Малки мъже: Живот в Плъмфилд с момчетата на Джоу“ (1871)
- „Работа: История на Опита“ (1872)
- „Осем братовчедки“ (1875)
- „Синовете на Джоу“ (1880)
- „Библиотеката на Лулу“ (1886)
- „Комични трагедии“ (1893)

## Архивни материали
- Guide to Louisa May Alcott papers, MS Am 800.23 at Houghton Library Архив на оригинала от 2011-11-21 в Wayback Machine., Harvard University
- Guide to Louisa May Alcott additional papers, 1839 – 1888, MS Am 2114 at Houghton Library Архив на оригинала от 2011-11-21 в Wayback Machine., Harvard University
- Guide to Louisa May Alcott additional papers, 1845 – 1945, MS Am 1817 at Houghton Library Архив на оригинала от 2011-11-21 в Wayback Machine., Harvard University
- Guide to Louisa May Alcott additional papers, 1849 – 1887, MS Am 1130.13 at Houghton Library Архив на оригинала от 2011-11-21 в Wayback Machine., Harvard University

Други
- The Louisa May Alcott Society Архив на оригинала от 2012-03-30 в Wayback Machine. A scholarly organization devoted to her life and works.
- Louisa May Alcott, the real woman who wrote Little Women. A web site about Louisa May Alcott which will be the foundation for a documentary film, published media and educational.
- Obituary, NY Times, 7 март 1888, Louisa M. Alcott Dead
- The Jewish Daily Forward
- Minneapolis Tribune, 7 март 1888, OBITUARY: Miss Louisa M. Alcott
- Biographical information Архив на оригинала от 2008-03-02 в Wayback Machine.
- Encyclopaedia Britannica, Louisa May Alcott